# Celastrina filipjevi
Celastrina filipjevi är en fjärilsart som beskrevs av Riley 1934. Celastrina filipjevi ingår i släktet Celastrina och familjen juvelvingar. Inga underarter finns listade i Catalogue of Life.